# Couffo
Couffo är ett av Benins tolv departement, och är beläget i den sydvästra delen av landet, med gräns mot Togo. Den administrativa huvudorten är Dogbo. Befolkningen uppgick till 745 328 invånare vid folkräkningen 2013, på en yta av 2 404 km². Couffo bildades 1999, och var tidigare en del av Mono.

## Administrativ indelning

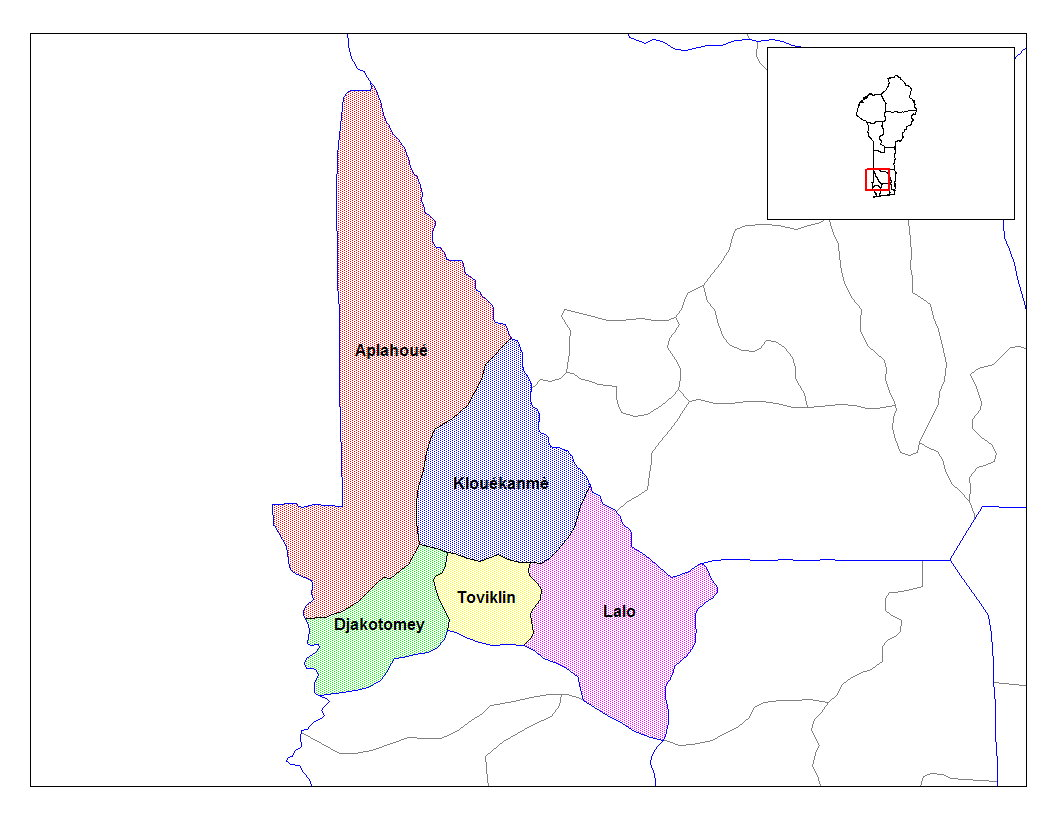
Karta över Couffos kommuner.

Departementet är indelat i sex kommuner:
- Aplahoué
- Djakotomey
- Dogbo
- Klouékanmè
- Lalo
- Toviklin